# قربانی کردن حیوان

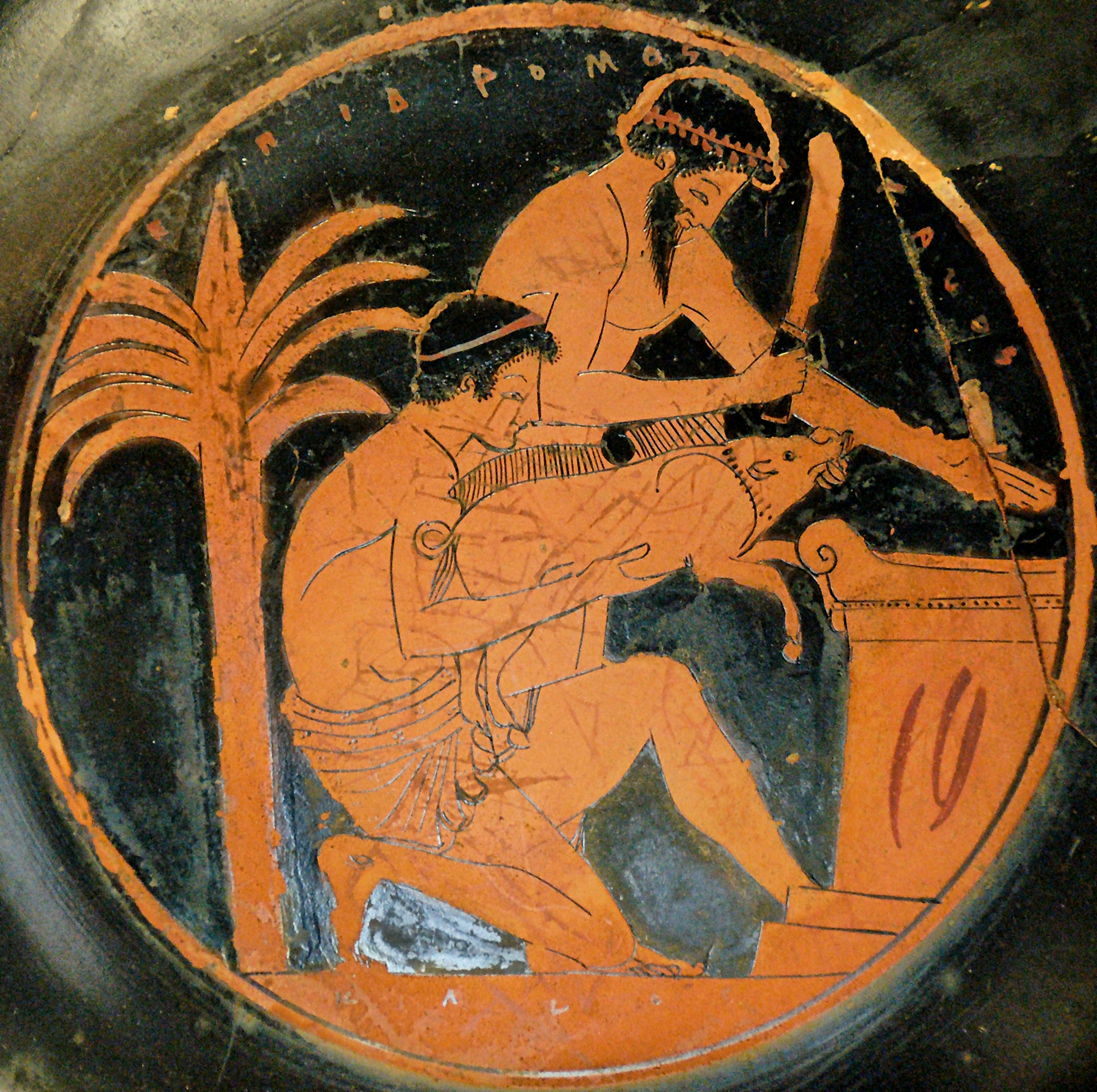
قربانی خوک در یونان باستان (توندو از یک گلدان قرمز زیر شیروانی، ۵۱۰–۵۰۰، توسط نقاش اپیدروموس، مجموعه‌های لوور)

قربانی کردن حیوان (انگلیسی: Animal sacrifice) رسم و آیین کشتن و تقدیم یک یا چند حیوان است، معمولاً به عنوان بخشی از یک آیین مذهبی یا دین یا برای دلجویی یا حفظ لطف یک الوهیت. قربانی کردن حیوانات در سراسر اروپا و خاور نزدیک باستان تا زمان گسترش مسیحیت در اواخر دوران باستان متأخر رایج بود و امروزه در برخی از فرهنگ‌ها یا ادیان ادامه دارد. قربانی‌کردن انسان نیز در جاهایی وجود داشته و همیشه بسیار نادرتر بوده‌است.
تمام یا تنها بخشی از یک حیوان قربانی ممکن است تقدیم شود. برخی از فرهنگ‌ها، مانند یونانیان باستان و مدرن، بیشتر قسمت‌های خوراکی قربانی را در یک جشن می‌خورند و بقیه را به عنوان پیشکش می‌سوزانند. برخی دیگر تمام قربانی حیوانی را که هولوکاست نامیده می‌شد، می‌سوزاندند. معمولاً بهترین حیوان یا بهترین سهم حیوانی است که برای تقدیم ارائه می‌شود.
قربانی کردن حیوانات به‌طور کلی باید از روش‌های تجویز شده مذهبی برای ذبح آیینی حیوانات برای مصرف عادی به عنوان غذا متمایز شود.